# Сейду Форнье де Клозон, Роже
Роже Сейду Форнье де Клозон (фр. Roger Seydoux Fornier de Clausonne, 23 марта 1908 года — 3 июля 1985 года
 в Париже) — видный французский потомственный дипломат, государственный и общественный деятель. Был последним Верховным комиссаром Франции в Тунисе до завершения французского колониального протектората и обретения Тунисом полной государственной независимости и суверенитета в 1956 году. Чрезвычайный и Полномочный Посол Франции в CCCP с 1968 года по 1973 год, президент Фонда Франции в 1975—1983 годах.

## Биография

### Профессиональная карьера до дипломатической службы
- Многолетний директор Свободной школы политических наук, которая была национализирована в 1945 году, включена в состав Парижского университета и стала нынешним Институтом политических наук Парижа.

### Дипломатическая карьера
- 1948 год — зачислен в кадры МИДа Франции
- 1948 год — 1952 год — член Исполнительного совета ЮНЕСКО от Франции[3]
- 1950 год — 1952 год — Консул Франции в Нью-Йорке
- 1955 год — 1956 год — последний Верховный комиссар Франции в Тунисе до завершения французского колониального протектората и обретения Тунисом полной государственной независимости и суверенитета[4][5][6]
- 1960 год — 1962 год — Чрезвычайный и Полномочный Посол Франции в Марокко
- 1962 год — 1967 год — постоянный представитель Франции в ранге Чрезвычайного и Полномочного Посла при ООН, что позволило ему неоднократно занимать сменное ежемесячное председательское кресло в Совете Безопасности ООН[7]
- 1967 год — 1968 год — постоянный представитель Франции в ранге Чрезвычайного и Полномочного Посла при Совете НАТО со штаб-квартирой в Брюсселе.
- 1968 год — 1973 год — Чрезвычайный и Полномочный Посол Франции в CCCP

### Общественная деятельность
- 1975 год — 1983 год — президент Фонда Франции.

### Кончина
Роже Сейду Форнье де Клозон скончался 3 июля 1985 года в Париже.

## Семья
- Роже Сейду Форнье де Клозон родился и вырос в семье потомственных французских дипломатов, которыми были его дед и отец.
- Родители: отец — Жак Сейду (фр. Jacques SEYDOUX) (1870—1929), который женился на аристократке Матильде Форнье де Клозон (фр. Mathilde FORNIER de CLAUSONNE) (1880—1971).
- Роже Сейду Форнье де Клозон был женат на Жаклине Доль (фр.  Jacqueline DOLL) (годы жизни: 1908—1984). От этого брака родились: два сына — Эрик (1946 год) и Пьер (1948 год).
- Его брат Франсуа Сейду Форнье де Клозон был также видным французским дипломатом, директором европейского департамента в МИДе Франции, Чрезвычайным и Полномочным Послом Франции в Австрии и ФРГ, лауреатом Международной премии имени Карла Великого в 1970 году.